# Cambo (entreprise)
Pour les articles homonymes, voir Cambo.
Cambo est le nom d'une société néerlandaise d'appareils photographiques fondée en 1946 par Roelof Bok. Elle produit des chambres photographiques.

## Liens externes

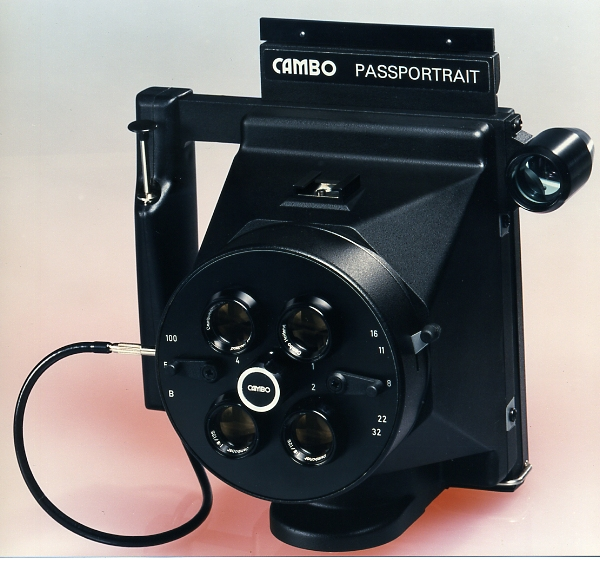
multishot ev 40